# Episodi di Maria Antonietta
La prima stagione della serie televisiva Maria Antonietta (Marie Antoinette), composta da otto episodi, è stata trasmessa sul canale via cavo francese Canal+ dal 31 ottobre al 21 novembre 2022.
In Italia la stagione è andata in onda su Sky Serie dal 15 febbraio all'8 marzo 2023.
| nº | Titolo            | Prima TV Francia | Prima TV Italia  |
| -- | ----------------- | ---------------- | ---------------- |
| 1  | The Slap          | 31 ottobre 2022  | 15 febbraio 2023 |
| 2  | Rival Queens      | 31 ottobre 2022  | 15 febbraio 2023 |
| 3  | Pick a Princess   | 7 novembre 2022  | 22 febbraio 2023 |
| 4  | Queen of France   | 7 novembre 2022  | 22 febbraio 2023 |
| 5  | Rebel Queen       | 14 novembre 2022 | 1º marzo 2023    |
| 6  | Deus Ex Machina   | 14 novembre 2022 | 1º marzo 2023    |
| 7  | The Ostrich Bitch | 21 novembre 2022 | 8 marzo 2023     |
| 8  | Queen of Hearts   | 21 novembre 2022 | 8 marzo 2023     |

## The Slap
- Diretto da: Pete Travis
- Scritto da: Deborah Davis

## Rival Queens
- Diretto da: Pete Travis
- Scritto da: Deborah Davis (sceneggiatura), Louise Ironside (soggetto)

## Pick a Princess
- Diretto da: Pete Travis
- Scritto da: Deborah Davis (sceneggiatura), Deborah Davis e Avril E. Russell (soggetto)

## Queen of France
- Diretto da: Pete Travis
- Scritto da: Deborah Davis (sceneggiatura), Chloë Moss (soggetto)

## Rebel Queen
- Diretto da: Geoffrey Enthoven
- Scritto da: Deborah Davis

## Deus Ex Machina
- Diretto da: Geoffrey Enthoven
- Scritto da: Deborah Davis (sceneggiatura), Louise Ironside (soggetto)

## The Ostrich Bitch
- Diretto da: Geoffrey Enthoven
- Scritto da: Deborah Davis (sceneggiatura), Chloë Moss (soggetto)

## Queen of Hearts
- Diretto da: Geoffrey Enthoven
- Scritto da: Deborah Davis